# أيوب باشا الأناضولي
أيوب باشا الأناضولي (بالتركية: Eyüp Paşa)‏ هو سياسي عثماني، تولى منصب والي الأناضول.

## مناصبه
تولى المناصب التالية:
- والي الأناضول